# Fuel (videogioco)
Fuel è un simulatore di guida del 2009, sviluppato da Asobo Studio e pubblicato da Codemasters per PlayStation 3, Xbox 360 e Windows.

## Trama
Il gioco è ambientato in un prossimo futuro in Nord America. Le condizioni climatiche, a causa del forte inquinamento, sono impazzite trasformando radicalmente il paesaggio e portando ad uno spopolamento del territorio. In questo territorio disabitato diversi piloti si affrontano in gare di vario genere sfidando le avverse condizioni climatiche e i terreni impervi.

## Modalità di gioco
La mappa di gioco, totalmente esplorabile, è estesa per 14.400 km² (quasi quanto il Connecticut), rendendola una delle più grandi mai realizzate. I mezzi impiegabili sono di vario tipo e partono dalle motociclette fino ad arrivare ai monster truck. Dotati di diverse caratteristiche e personalizzabili solo per quanto concerne le livree esterne, i veicoli possono essere acquistati tramite l'impiego del fuel (da cui il nome del gioco), cioè la benzina recuperata nel mondo del gioco che viene impiegata come moneta di scambio. Quest'ultima può essere vinta come premio delle gare o semplicemente trovata durante la perlustrazione del territorio. Oltre alla benzina, è anche possibile vincere diversi pezzi di abbigliamento per decorare il proprio personaggio.
È presente una componente online per sfidare vari giocatori da tutto il mondo in diverse gare lungo la mappa.

## Accoglienza
Il gioco è stato apprezzato dalla critica per la vastità e varietà della mappa di gioco e per la realizzazione grafica. Critiche sono invece state fatte nei riguardi dell'intelligenza artificiale non particolarmente sviluppata e del mancato sfruttamento delle potenzialità del gioco.